# 리첼 미드
리첼 미드(Richelle Mead, 1976년 11월 12일 ~ )는 미국의 판타지 작가로, 《뱀파이어 아카데미》 시리즈로 잘 알려져 있다.